# Neuma (zespół muzyczny)
Neuma – polska grupa muzyczna założona w 2001 roku w Warszawie z inicjatywy muzyków starej formacji Kobong. Wykonuje muzykę łączącą elementy ciężkiego rocka, elektroniki i jazzu.

## Historia
W 2003 grupa wydała album, zatytułowany po prostu Neuma. Zagrali na niej Maciej Miechowicz na gitarze, Bogdan Kondracki na gitarze basowej i Wojtek Szymański na perkusji. Płyta została wydana nakładem wytwórni Offmusic, w której swój udział miał lider zespołu. Debiut Neumy zawierał muzykę z pogranicza rocka industrialnego i muzyki alternatywnej.
W roku 2005 i 2006 grupa przechodziła różne zmiany składów. Ostatecznie ze starego składu został tylko lider Maciej Miechowicz. Miejsce basisty Bogdana Kondrackiego zajął Tomasz Krzemiński, a perkusisty Wojtka Szymańskiego – Karol Ludew. W ten sposób przestał istnieć skład jeszcze z czasów Kobonga. W 2006 do składu dołączył saksofonista Alek „Korek” Korecki, zafascynowany brzmieniem formacji. W ten sposób grupa zaczęła łączyć mocne brzmienie z saksofonem. Alek Korecki dostał dużo miejsca na swoje improwizacje.
W tym składzie w 2006 Neuma wydała instrumentalny album Weather, który szybko zebrał przychylne recenzje. Aranżacje stały się bogatsze, muzyka stała się bardzo dopracowana, ale z drugiej strony też z miejscami na saksofonowe improwizacje. Płyta została wydana w nowej wytwórni – Tone Industria.
W 2007 zmieniła się sekcja rytmiczna. W zespole nie ma już Tomasza Krzemińskiego. Na basie gra teraz Tomasz Grochowalski. Perkusistę Karola Ludewa, który wyjechał za granicę, zastąpił Paweł Tunkiewicz. Zespół przeprowadził kilka prób i w takim składzie gra koncerty, zacznie też w nim pracować nad nowym albumem.
W 2021 zespół otrzymał nominację do Fryderyków za Szkice w kategorii album roku metal.

## Skład
- Maciej Miechowicz – gitara elektryczna (od 2001)
- Tomasz Grochowalski – gitara basowa (od 2007)
- Paweł Tunkiewicz – perkusja (od 2007)
- Aleksander Korecki – saksofon (od 2006)
- Bogdan Kondracki – gitara basowa, śpiew (2001–2005)
- Wojtek Szymański – perkusja (2001–2005)
- Karol Ludew – perkusja (2005–2007)
- Tomasz Krzemiński – gitara basowa (2002–2007)

## Dyskografia
- Neuma (2003, Offmusic)
- Weather (2006, Tone Industria)
- Szkice (2020, Mystic Production)